# Alpha-PVP
L'alpha-PVP (alpha-pyrrolidinovalérophénone) est la plus puissante drogue psychostimulante de la famille des cathinones. C'est un analogue déméthylé de la pyrovalérone.
Elle a été préparée et fit l'objet de recherches pour la première fois dans les années 1960 et est, depuis, restée inconnue jusqu'à ce qu'elle apparaisse comme drogue de synthèse à partir des années 2010 sous le nom de Flakka, provoquant une vague de crises psychotiques et d'accidents, très médiatisés.
Elle provoque de l'hypertension, de la tachycardie, une stimulation intellectuelle et physique, de l'anxiété et à forte dose induit une forte modification du comportement.

## Chimie
La 1-phényl-2-(1-pyrrolidinyl)-1-pentanone est une cathinone et est l'analogue déméthylé de la pyrovalérone, ancien médicament dorénavant classé comme stupéfiant. La présence d'un carbone asymétrique en position 3 conduit à la formation de deux isomères R et S.
L'α-PVP et son sel chlorhydrate se présentent sous la forme d'une poudre blanche, cristalline, soluble dans le PBS, l'éthanol et le DMF.
Elle est synthétisée à partir de la valérophénone en deux étapes.

## Pharmacologie
Les données pharmacologiques concernant l'α-PVP sont peu nombreuses et portent principalement sur des modèles animaux.

### Pharmacocinétique
L'alpha-PVP semble posséder une bonne biodisponibilité orale et provoquer des effets psychotropes plus rapidement que la méthamphétamine. Elle semble être métabolisée par le foie, par des enzymes de la famille des cytochromes P450, les CYP 2B6, 2D6, 2C19, 3A4, ce qui produit une dizaine de métabolites, principalement par 2-hydroxylation, déshydrogénation ou rupture du cycle pyrrolidine.

### Pharmacodynamie
L'alpha-PVP est un stimulant puissant du système nerveux central, ce qui est dû à son action sur la noradrénaline, la dopamine, et sur la sérotonine.
Elle agit sur les transporteurs NET et DAT des catécholamines comme la noradrénaline ou la dopamine, comme un agoniste des récepteurs D1 et D2 de la dopamine, des récepteurs à la noradrénaline mais se comporte également comme un inhibiteur sélectif de la recapture des catécholamines,.
En agissant sur les récepteurs à la dopamine et sur la phosphorylation de la protéine CERB dans le noyau accumbens, l'α-PVP stimule le circuit de récompense chez le rat.
À l'instar de la cocaïne, des amphétamines ou des autres cathinones, l'α-PVP agirait comme un catécholaminergique et comme un sérotoninergique, ce qui produit une cascade d'effets sympathicomimétiques.
L'α-PVP se lie aux transporteurs SERT de la sérotonine et agit in-vitro comme agoniste de ses récepteurs 5-HT1A (Ki= 5,2 μM). 
Elle produit des effets stimulants dose-dépendants chimiquement plus similaires à ceux de la MDPV ou de la cocaïne qu'à ceux de l'amphétamine.
En suit une vasoconstriction, une hausse de la pression artérielle, une tachycardie et, à fortes doses, des comportements paradoxaux, étranges, agressifs voire violents.
Ont été remarqués des anomalies de l'équilibre acido-basique, des troubles de la coagulation (pouvant mener à des accidents vasculaires cérébraux), un taux plasmatique de créatinine phosphokinase (CPK) élevé, souvent due à une activité musculaire intense, et à une élévation du taux de lactates.
Peuvent se produire :
- gesticulation et mouvements désordonnés[14] ;
- paranoïa, psychose, hallucinations[15] ;
- hyperthermie (fièvre).

Plusieurs cas de morts dues à l'alpha-PVP ont déjà été répertoriés,.